# カネオヘ・ベイ海兵隊航空基地
カネオヘ・ベイ海兵隊航空基地（カネオヘ・ベイかいへいたいこうくうきち、英語: Marine Corps Air Station Kaneohe Bay）は、アメリカ合衆国ハワイ州のカネオヘに位置する、アメリカ海兵隊の基地である。アメリカ海軍のカネオヘ・ベイ海軍航空基地として開設後、1949年に閉鎖され、1952年からアメリカ海兵隊基地となっている。MV-22Bなどを運用する第24海兵航空群が所在している。

## 所在部隊
カネオヘ・ベイ海兵隊航空基地には、以下の部隊が所在している。
アメリカ海兵隊隷下
- 海兵隊太平洋基地（英語版）
  - 司令部付飛行隊 - C-20G
- 第3海兵遠征軍
  - 第1海兵航空団
    - 第24海兵航空群（英語版）
      - 第3海兵無人機飛行隊（英語版） - RQ-21A
      - 第268海兵中型ティルトローター飛行隊（英語版） - MV-22B
      - 第363海兵中型ティルトローター飛行隊（英語版） - MV-22B
      - 第153海兵空中給油輸送飛行隊（英語版） - KC-130J[5]
      - 第24海兵航空兵站中隊（英語版）
      - 第174海兵航空団支援中隊（英語版）[5]

アメリカ海軍隷下
- 太平洋艦隊ヘリコプター海洋打撃航空団司令官(COMHSMWINGPAC)
  - 第37ヘリコプター海洋打撃飛行隊 - MH-60R
- 海軍予備役航空隊司令官（英語版）(CNAFR)
  - 艦隊兵站支援航空団（英語版）
    - 第51艦隊兵站支援飛行隊 - C-40A

## 事故

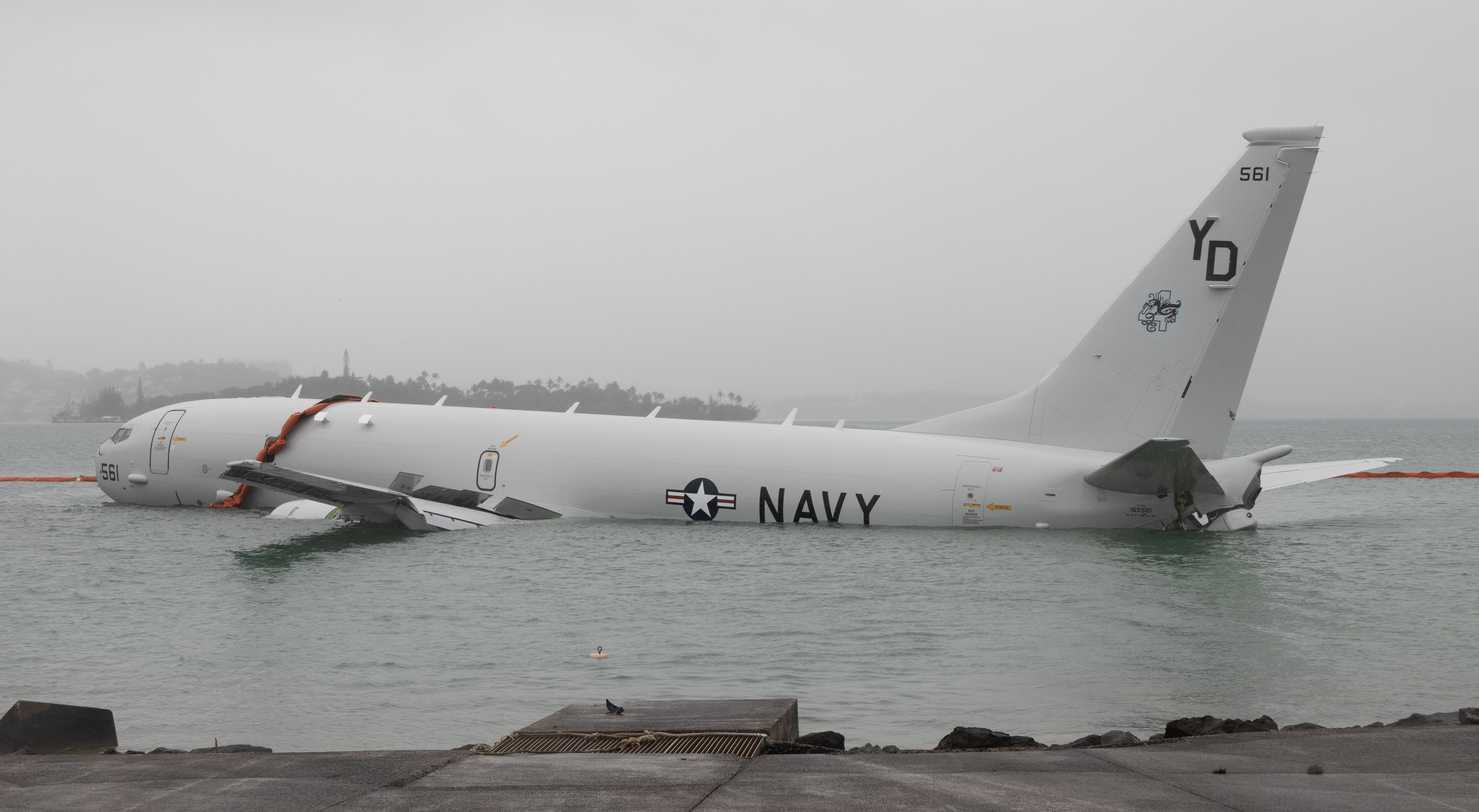
オーバーラン事故を起こした第4哨戒飛行隊のP-8A(169561)

2023年11月20日、滑走路22へ着陸中だったアメリカ海軍第4哨戒飛行隊所属のP-8A哨戒機がオーバーランを起こし、カネオヘ湾に着水する事故が発生した。乗員9名は無事で、機体は燃料が抜き取られた後にエアバッグで浮揚させて回収され、回収に要した経費は150万ドルであった。